# اللجم (بني مطر)

تعديل مصدري - تعديل

اللجم هي إحدى قرى عزلة الحدب بمديرية بني مطر التابعة لمحافظة صنعاء، بلغ تعداد سكانها 206 نسمة حسب تعداد اليمن لعام 2004.